# Abdullah Mesfer
Abdullah Ahmed Khalfan Mesfer, ar. عبد الله أحمد خلفان مسفر (ur. 28 stycznia 1962) – trener piłkarski z Zjednoczonych Emiratów Arabskich.

## Kariera trenerska
W 2000 i od 2011 do 2012 prowadził narodową reprezentację Zjednoczonych Emiratów Arabskich. W latach 2008–2009 pomagał trenować reprezentację Zjednoczonych Emiratów Arabskich. Od 2012 do 2014 trenował kluby Dubba Al Fujairah i Al Dhafra SCC. W 2014 stał na czele reprezentacji U-19.